# 内閣感染症危機管理統括庁

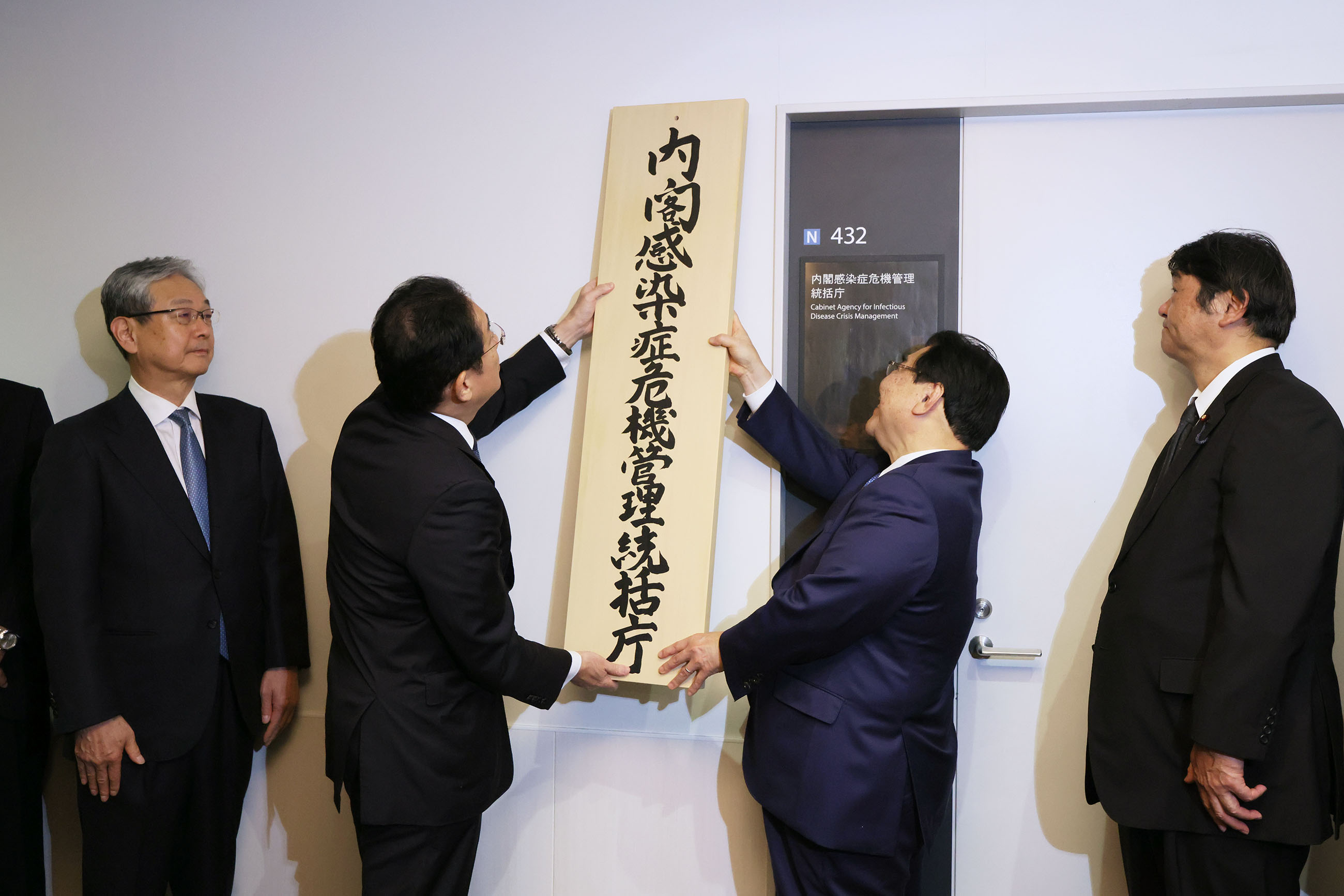
発足時の看板掛け（2023年9月1日）

内閣感染症危機管理統括庁（ないかくかんせんしょうききかんりとうかつちょう、英: Cabinet Agency for Infectious Disease Crisis Management、略称: CAICM）は、日本の行政機関のひとつ。感染症危機に係る各省庁の対応を統括し、政府全体の見地から迅速かつ的確に対応するための司令塔組織として内閣の重要政策に関する企画立案や行政各部の総合調整権を有する内閣官房に設置される。日本語略称・通称は、感染症統括庁。
新型コロナウイルス感染症のパンデミックを機に、2023年9月1日に第2次岸田改造内閣によって創設された。「庁」の名称があるが、外局ではなく国家安全保障局や内閣人事局と横並びである。

## 創設までの経緯
2022年6月15日、政府が設置した「新型コロナウイルス感染症対応に関する有識者会議（座長：永井良三）」が提言を発表した。
2022年6月17日、有識者会議の提言を踏まえ、政府はこれまで厚生労働省と内閣官房に分かれていた担当部門を一元化し、首相直属の常設組織として感染症対策の司令塔組織となる「内閣感染症危機管理統括庁」を内閣官房に設ける方針を決定した。
2023年3月7日、衆議院で創設法案として新型インフルエンザ等対策特別措置法及び内閣法の一部を改正する法律案が審議され、4月21日に参議院で可決・成立した。
2023年8月14日、新型インフルエンザ等対策特別措置法及び内閣法の一部を改正する法律の施行期日を定める政令（令和5年政令第260号）が公布され、2023年9月1日付で発足することとなった。なお、内閣感染症危機管理総括庁の発足に伴い「新型コロナウイルス等感染症対策推進室」が廃止された。

## 創設理由
これまで感染症対策は医療体制やワクチン、検査、サーベイランス、クラスター対策、保健所支援といった政策を厚生労働省が担い、緊急事態宣言など社会や経済と密接に関わる政策を内閣官房が担当してきたが、統括庁を内閣官房に常設し、首相直轄の司令塔組織とすることで、これまで感染症対策の担当部署が複数の省庁にまたがっていたことによる縦割り行政の弊害を解消する狙いがあるとされる。

## 創設時に指摘された課題
- 創設根拠となった新型コロナウイルス感染症対応に関する有識者会議は、委員の人数が少なく、また委員の人選が不透明であり、さらに会議の内容が不十分であったこと[18][19][20][21][22]。また、事実と異なる記載があったこと[23]。
- 人員が少ないこと[24][25][26][11]
- 政府対策本部が置かれた場合、権限のない対策本部事務局に留まる可能性が高いこと[26][11]
- 法令上は内閣官房長官の所管であるが、担当大臣が置かれた場合は事実上の担務は担当大臣が担うこと[26][11]
- 内閣官房と内閣府の組織が屋上屋を架けるような形で乱立し、肥大化していること[27][28][25][29][30][26][11][3]

## 職員
定数上は、内閣官房の定数に含まれる。報道によれば、発足時は約60人体制であり、通常の専従職員は38人となる。有事には兼任も含め300人体制となる。有事に招集して対応に当たる他省庁の職員はあらかじめリスト化される。

## 官職
内閣法に規定する官職として次の者が置かれる。
- 内閣感染症危機管理監 - 庁務を掌理する。内閣総理大臣が内閣官房副長官の中から指名する者をもつて充てる。
- 内閣感染症危機管理監補 - 庁務を整理する。内閣総理大臣が内閣官房副長官補の中から指名する者をもつて充てる。
- 内閣感染症危機管理対策官 - 命を受けて、内閣感染症危機管理統括庁の所掌事務に係る重要な政策に関する事務を総括整理し、及びその所掌事務のうち重要事項に係るものに参画する。厚生労働省の医務技監をもつて充てる。

## 幹部職員
幹部職員は以下のとおりである。
- 内閣感染症危機管理監：佐藤文俊（現職：内閣官房副長官）
- 内閣感染症危機管理監補：阪田渉（現職：内閣官房副長官補）
- 内閣感染症危機管理対策官：迫井正深（現職：厚生労働省医務技監）
- 危機管理統括審議官：中村博治[36][38][注釈 1][注釈 2]
- 内閣審議官（内閣感染症危機管理統括庁）：神谷隆
- 内閣審議官（内閣感染症危機管理統括庁）：日下英司
- 内閣審議官（内閣感染症危機管理統括庁）：吉添圭介
- 内閣審議官（内閣感染症危機管理統括庁）：横田美香

## 予算
一般会計の歳出予算では、内閣感染症危機管理統括庁の項はなく、内閣官房共通費に含まれている。予算書に添付の予算参照書の予定経費要求書のなかで、内閣官房共通費の内訳として、内閣感染症危機管理統括庁に必要な経費が4億7600万4千円とされている。
また、職員給与は内閣感染症危機管理統括庁に必要な経費には含まれておらず、内閣官房一般行政に必要な経費として計上されている。
予算の内訳は、新型インフルエンザ等対策訓練要領検討経費   1783万6千円、新型インフルエンザ等対策訓練経費 5896万円、内閣感染症危機管理統括庁職員に対する研修事業経費 753万5千円、新型インフルエンザ等対策普及啓発事業経費 4971万8 千円、国際感染症対策普及啓発事業経費 1855万9千円 、新型インフルエンザ等対策調査研究経費 1億6680万8千円 、その他経費 1億5658万8千円となっている。

## 職務
新型インフルエンザ等対策推進会議の事務局として、国民の命や健康に重大な影響を与える恐れがある感染症の発生時に国が実施する措置をまとめた「新型インフルエンザ等対策政府行動計画」の見直しを行う。見直しの対象となるのは医療提供や検査、ワクチン接種の体制のほか、感染症対策物資の備蓄、初動態勢の在り方、国内外の情報収集など。
新型コロナウイルス禍の教訓を踏まえ、感染症危機が発生した際に関係省庁の職員を招集することで、統括庁が総理・長官を直接支えて、感染症対応の方針の企画立案、各省の総合調整を一元的に所掌する。新型コロナウイルス禍では、医療体制やワクチンの確保では厚生労働省、水際対策では外務省や法務省、地方自治体との調整では総務省といったように首相が関係省庁に個別の指示を出す必要があったが、総合調整を一元的に所掌する機関がないため、十分に機能しなかった。統括庁の設置で省庁の縦割りを廃し、首相が指導力を発揮することが可能となる。

## 国立健康危機管理研究機構との関係
内閣感染症危機管理統括庁の創設決定の際、内閣感染症危機管理統括庁と厚労省感染症対策部に科学的知見を提供する「新たな専門家組織」として、感染症等の情報分析・研究・危機対応、人材育成、国際協力、医療提供等を一体的・包括的に行う国立健康危機管理研究機構が創設されることも同時に決定された。国立健康危機管理研究機構は、国立健康危機管理研究機構法（令和5年6月7日法律第46号）に基づき、2025年4月1日に国立感染症研究所と国立国際医療研究センターを統合して発足した。国立感染症研究所は国の機関、国立国際医療研究センターは国立研究開発法人であったが、国立健康危機管理研究機構は特殊法人となった。国立健康危機管理研究機構は厚生労働大臣が監督するものであり内閣官房には属さないが、国立健康危機管理研究機構は内閣感染症危機管理統括庁に科学的知見を報告することが法で定められている。